# Alfredo Ottaviani
Alfredo Ottaviani, italijanski rimskokatoliški duhovnik, škof in kardinal, * 29. oktober 1890, Rim, † 3. avgust 1979.

## Življenjepis
18. marca 1916 je prejel duhovniško posvečenje.
12. januarja 1953 je bil povzdignjen v kardinala in imenovan za protajnika Svete pisarne in za kardinal-diakona S. Maria in Domnica. 7. novembra 1959 je postal tajnik Svete pisarne.
5. aprila 1962 je bil imenovan za naslovnega nadškofa Berrhoee in 19. aprila istega leta je prejel škofovsko posvečenje. Z nadškofovskega položaja je odstopil naslednje leto.
Med letom 1966 in 6. januarjem 1968 je bil proprefekt Kongregacije za doktrino vere.
26. junija 1967 je postal kardinal-duhovnik S. Maria in Domnica.